# کندی (فیلم ۲۰۰۶)
کندی (انگلیسی: Candy) فیلمی در ژانر رمانتیک و درام است که در سال ۲۰۰۶ منتشر شد. از بازیگران آن می‌توان به هیث لجر، ابی کورنیش، تارا موریس و جفری راش اشاره کرد.

## خلاصه داستان
کندی دختری که عاشق دن (هیث لجر) است. هر دو گرفتار اعتیاد هستند و با وجود اعتیاد شدید با یکدیگر ازدواج می‌کنند.
در مسیر زندگی عاشقانه خود برای بدست آوردن برای پول مواد دست به دزدی و کلاه‌برداری واخاذی و … می‌کنند؛ و در نهایت این زوج برای ادامه زندگی خود به یک خانه متروکه در یک روستای دور افتاده میرودند و نوع خاصی از زندگی‌ها در آنجا با یکدیگر شروع می‌کنند.
این فیلم در سه صحنه ساخته شده‌است که می پردازه به زندگی دو زوج که در دامن اعتیاد به دام افتاده‌اند:
آسمان، زمین و جهنم
در بهشت و عشاق جوان نهایت خوشوقتی جنسی و مواد مخدر را تجربه می‌کنند.
در زمین آنها ازدواج و زندگی مقابله با واقعیت‌های اعتیاد و خانوادگی است.
در جهنم آنها انحلال رابطه و بهبود خود را تجربه می‌کنند.